# Pritchardia pacifica

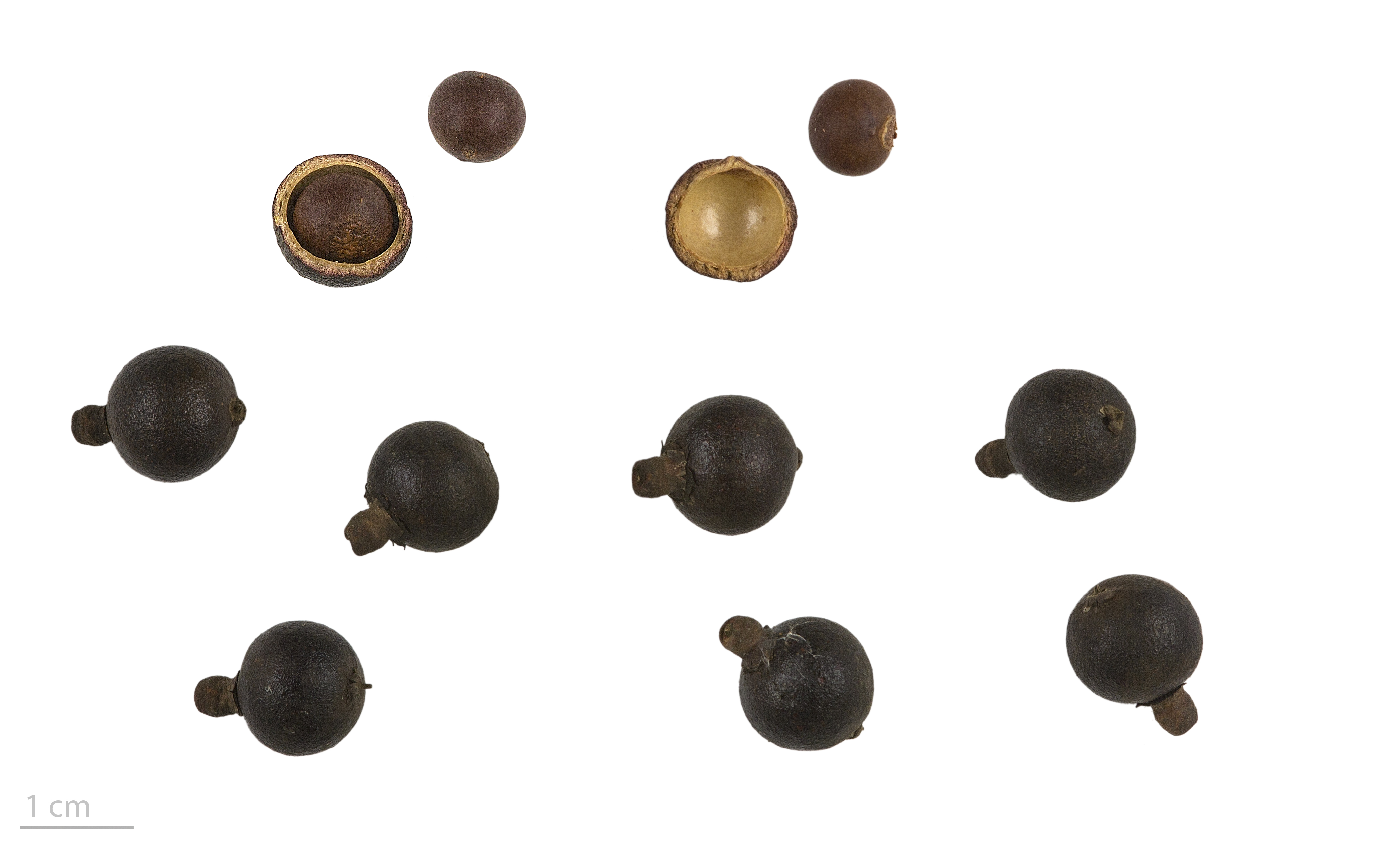
Pritchardia pacifica

Pritchardia pacifica Seem. & H.Wendl., 1862 è una palma della sottofamiglia Coryphoideae.

## Distribuzione e habitat
La specie è presente in diverse isole dell'oceano Pacifico tra cui le isole Salomone, le isole Figi, Niue, l'arcipelago delle Samoa, Tokelau, Manihiki, Tonga, Vanuatu, isole Cook, isole Marchesi, isole della Società e isole Marshall.